# Pedra Furada
Pedra Furada é uma povoação portuguesa do Município de Barcelos que foi sede da extinta Freguesia de Pedra Furada, freguesia que tinha 2,37 km² de área e 399 habitantes (2011), e, por isso, uma densidade populacional de 168,4 hab/km².
A Freguesia de Pedra Furada foi extinta em 2013, no âmbito de uma reforma administrativa nacional, tendo sido agregada às freguesias de Chorente, Góios, Courel e Gueral, para formar uma nova freguesia denominada União das Freguesias de Chorente, Góios, Courel, Pedra Furada e Gueral com sede em Chorente.
A Santa Padroeira, Santa Leocádia, festeja-se a 9 de Dezembro.
Outra festa de grande importância para a povoação é a de Nossa Senhora das Brotas (ou Abróteas), celebrada no 2º Domingo de Agosto na capela com o seu nome que existe na localidade.
O nome desta localidade está associado a uma lenda segundo a qual Santa Leocádia foi enterrada no povoado, mas lápide ficou com um orifício circular, por onde ela terá saído.
As actividades económicas a que se dedicam os seus habitantes são, maioritariamente, a agricultura, a pecuária e as confecções (indústria têxtil).

## População
| População da freguesia de Pedra Furada (1864 – 2011) | População da freguesia de Pedra Furada (1864 – 2011) | População da freguesia de Pedra Furada (1864 – 2011) | População da freguesia de Pedra Furada (1864 – 2011) | População da freguesia de Pedra Furada (1864 – 2011) | População da freguesia de Pedra Furada (1864 – 2011) | População da freguesia de Pedra Furada (1864 – 2011) | População da freguesia de Pedra Furada (1864 – 2011) | População da freguesia de Pedra Furada (1864 – 2011) | População da freguesia de Pedra Furada (1864 – 2011) | População da freguesia de Pedra Furada (1864 – 2011) | População da freguesia de Pedra Furada (1864 – 2011) | População da freguesia de Pedra Furada (1864 – 2011) | População da freguesia de Pedra Furada (1864 – 2011) | População da freguesia de Pedra Furada (1864 – 2011) |
| ---------------------------------------------------- | ---------------------------------------------------- | ---------------------------------------------------- | ---------------------------------------------------- | ---------------------------------------------------- | ---------------------------------------------------- | ---------------------------------------------------- | ---------------------------------------------------- | ---------------------------------------------------- | ---------------------------------------------------- | ---------------------------------------------------- | ---------------------------------------------------- | ---------------------------------------------------- | ---------------------------------------------------- | ---------------------------------------------------- |
| 1864                                                 | 1878                                                 | 1890                                                 | 1900                                                 | 1911                                                 | 1920                                                 | 1930                                                 | 1940                                                 | 1950                                                 | 1960                                                 | 1970                                                 | 1981                                                 | 1991                                                 | 2001                                                 | 2011                                                 |
| 232                                                  | 220                                                  | 231                                                  | 263                                                  | 278                                                  | 298                                                  | 294                                                  | 357                                                  | 433                                                  | 423                                                  | 446                                                  | 482                                                  | 474                                                  | 466                                                  | 399                                                  |